# Ausmusterungsjahrgänge der Theresianischen Militärakademie
Unter Ausmusterungsjahrgänge der Theresianischen Militärakademie versteht man die Jahrgänge der Absolventen der 1751 gegründeten Theresianischen Militärakademie, der Ausbildungsstätte für Offiziere in Österreich. Ab 1966 wurden diese Ausmusterungsjahrgänge mit eigenem Namen bezeichnet.

## Geschichte
Die ersten Absolventen der Theresianischen Militärakademie verließen dieselbe im Jahr 1755, von da an bis zum Ende des Ersten Weltkrieges 1918 absolvierten 10.966 Offiziersanwärter die Akademie. In der Zeit der Ersten Republik, von 1923 bis 1938, schlossen 986 Leutnante ihre Ausbildung ab, nach dem Zweiten Weltkrieg bis zum Jahr 1965 waren es 904. Von ihrer Gründung 1751 an bis inkl. dem Jahrgang 2008 absolvierten insgesamt 16.261 Offiziere ihre Laufbahn an der Wiener Neustädter Militärakademie.
Erst ab dem Jahr 1966 führen die Ausmusterungsjahrgänge der Theresianischen Militärakademie jeweils Namen, die an bekannte Personen, Geschehnisse oder Kriegsschauplätze in der Militärgeschichte Österreichs bzw. Österreich-Ungarns erinnern. Diese Idee wurde erstmals vom Ausmusterungsjahrgang „Lissa“ umgesetzt und geht auf den Besuch einer Delegation der Theresianischen Militärakademie an der französischen Akademie, der Militärschule Saint-Cyr, im Jahr 1964 zurück. Die Tradition des jährlichen Austausches von österreichischen Militärakademikern mit jenen anderer Länder, wie u. a. aus den USA, Schweden oder Frankreich, bestand schon länger und so wurde bei dem erwähnten Besuch 1964 den Teilnehmern beim Abschied das Jahrgangsabzeichen der französischen Militärakademie überreicht. Es hatte das Gefecht von Camerone in Mexiko am 30. April 1863 zum Motiv, welches in Zusammenhang mit der österreichischen Geschichte steht, da das Gefecht den Weg für die Regentschaft des mexikanischen Kaisers Maximilian I., Bruder des österreichischen Kaisers Franz Joseph, in Mexiko freimachte.
Von dieser Tradition der französischen Militärakademie inspiriert, wurde nach Rückkehr der Delegation die Einführung eines Jahrgangsabzeichens an der Theresianischen Militärakademie angeregt. Zur Namensgebung sollten Kampfschauplätze oder Namen von Persönlichkeiten dienen, die in der österreichischen Militärgeschichte eine besondere Rolle gespielt haben, auch sollte ein zeitlicher Bezug bei der Wahl des Jahrgangsnamens hergestellt werden, wodurch beim ersten Jahrgang dieser Art 1966 nahe lag, die genau 100 Jahre zurückliegende Seeschlacht von Lissa, in der Konteradmiral Wilhelm von Tegetthoff eine italienische Flotte besiegte, auszuwählen.

## Jahrgänge seit 1966
| Jg.  | Wappen | Bezeichnung                                    | Benannt nach | Absolventen |
| ---- | ------ | ---------------------------------------------- | --- | ----------- |
| 1966 |        | Lissa                                          | der Seeschlacht von Lissa, in der die österreichische Flotte unter Wilhelm von Tegetthoff die italienische Flotte bei der Insel Lissa vor der dalmatischen Küste am 20. Juli 1866 besiegte. | 110         |
| 1967 |        | Isonzo                                         | den zwölf Isonzoschlachten des Ersten Weltkrieges. | 90          |
| 1968 |        | Prinz Eugen                                    | Prinz Eugen von Savoyen (1663–1736), dem wohl berühmtesten Feldherren des Hauses Österreich. | 51          |
| 1969 |        | Radetzky                                       | Josef Wenzel Radetzky von Radetz (1766–1858), Feldmarschall, 72 Jahre im Dienst unter dem Doppeladler. | 52          |
| 1970 |        | Malborghet                                     | nach der Verteidigung der Feste von Malborghet von 14. bis 17. Mai 1809 gegen die Truppen Napoleons. | 53          |
| 1971 |        | Schwarzenberg                                  | Karl Philipp zu Schwarzenberg (1771–1820), Feldmarschall, Oberkommandierender der alliierten Truppen in der Völkerschlacht bei Leipzig. 1813 | 77          |
| 1972 |        | Payer Weyprecht                                | Julius von Payer (1842–1915) und Carl Weyprecht (1838–1881), sie leiteten 1872–1874 die Österreichisch-Ungarische Nordpolexpedition. | 47          |
| 1973 |        | Starhemberg                                    | Ernst Rüdiger von Starhemberg (1638–1701), Feldmarschall, Verteidiger Wiens bei der Zweiten Türkenbelagerung 1683. | 52          |
| 1974 |        | Khevenhüller                                   | Ludwig Andreas von Khevenhüller (1683–1744), Feldmarschall, der für das Haus Österreich im Spanischen Erbfolgekrieg, im Türkenkrieg 1736–1739 und im Österreichischen Erbfolgekrieg kämpfte. | 25          |
| 1975 |        | Hoetzendorf                                    | Franz Conrad von Hötzendorf (1852–1925), Feldmarschall, Chef des Generalstabs für die gesamte bewaffnete Macht Österreich-Ungarns bei Ausbruch des Ersten Weltkriegs bis 1916. | 29          |
| 1976 |        | Andreas Hofer                                  | Andreas Hofer (1767–1810), Freiheitskämpfer und Führer des Tiroler Volksaufstandes von 1809. | 36          |
| 1977 |        | Tegetthoff                                     | Wilhelm von Tegetthoff (1827–1871), Admiral der österreich-ungarischen Kriegsmarine. | 74          |
| 1978 |        | Flitsch-Tolmein                                | der Zwölften Isonzoschlacht, Abschnitt Flitsch-Tolmein, auch genannt „Schlacht bei Karfreit“ von 24. bis 27. Oktober 1917. | 102         |
| 1979 |        | Pasubio                                        | dem Pasubio, Berg in den Dolomiten und Kriegsschauplatz 1915–1917. | 123         |
| 1980 |        | Montecuccoli                                   | Raimondo Montecuccoli (1609–1680), kaiserlicher Feldherr, Sieger über die Türken in der Schlacht bei Mogersdorf am 1. August 1664. | 130         |
| 1981 |        | Erzherzog Johann                               | Erzherzog Johann von Österreich (1782–1859), Feldmarschall, Armeeoberkommandant in den Koalitionskriegen und Direktor der Theresianischen Militärakademie. | 118         |
| 1982 |        | Laudon                                         | Gideon Ernst von Laudon (1717–1790), Feldmarschall, der in mehreren Kriegen kämpfte und eine preußische Armee in der Schlacht bei Kunersdorf 1759 besiegte. | 117         |
| 1983 |        | Erzherzog Karl                                 | Erzherzog Karl von Österreich-Teschen (1771–1847), Feldmarschall, Sieger in der Schlacht bei Aspern 1809, in der Napoleon erstmals in einer offenen Feldschlacht geschlagen wurde. | 115         |
| 1984 |        | Daun                                           | Leopold Joseph von Daun (1705–1766), Feldmarschall, siegreicher Feldherr im Siebenjährigen Krieg 1756–1763. | 123         |
| 1985 |        | Coldilana                                      | dem Col di Lana, Berg in den Dolomiten und Kriegsschauplatz 1915–1917. | 114         |
| 1986 |        | Major Troyer                                   | Josef Troyer (1867–1916), Offizier des Ersten Weltkriegs, auch bekannt als der Eiserne Major. | 110         |
| 1987 |        | Predil                                         | der heldenhaften Verteidigung des Fort Hermann am Predilpass gegen die Truppen Napoleons von 15. bis 18. Mai 1809. | 101         |
| 1988 |        | Ortler                                         | dem Ortler, höchster Tiroler Berg und Kriegsschauplatz 1915–1918. | 89          |
| 1989 |        | Rodakowski                                     | Maximilian von Rodakowski (1825–1900), Oberst und Regimentskommandant des Ulanen-Regiment Nr. 13 in der Schlacht bei Custozza 1866. | 89          |
| 1990 |        | Banfield                                       | Gottfried von Banfield (1890–1986), auch genannt der „Adler von Triest“, dem erfolgreichsten österreichisch-ungarischen Marineflieger im Ersten Weltkrieg und letzten Träger des Maria-Theresia-Ordens. | 98          |
| 1991 |        | Montenuovo                                     | Wilhelm Albrecht von Montenuovo (1821–1895), General der Kavallerie, kämpfte 1848 in Italien und Ungarn. | 81          |
| 1992 |        | Novara                                         | der Schlacht bei Novara am 23. März 1849, in der die österreichischen Truppen unter Feldmarschall Radetzky die Truppen des Königreichs Sardinien-Piemont besiegten. | 82          |
| 1993 |        | Kolin                                          | der Schlacht bei Kolin am 18. Juni 1757, in der habsburgische Truppen dem preußischen König Friedrich II. dem Großen die erste Niederlage im Siebenjährigen Krieg beibrachten. | 61          |
| 1994 |        | Kinsky                                         | Franz Joseph Kinsky (1739–1805), k.k. Feldzeugmeister, Reformer der militärischen Ausbildung, auch an der TherMilAk. | 64          |
| 1995 |        | Kaiser Maximilian                              | Kaiser Maximilian I. (1459–1519), auch genannt „der letzte Ritter“. | 67          |
| 1996 |        | Wellington                                     | Arthur Wellesley, 1. Duke of Wellington (1769–1852), der Seite an Seite mit österreichischen Regimentern gegen Napoleon kämpfte und die Koalition zum endgültigen Sieg über die Franzosen in der Schlacht bei Waterloo 1815 führte. | 75          |
| 1997 |        | Ritter von Trapp                               | Georg Ludwig von Trapp (1880–1947), Korvettenkapitän, der als U-Bootkommandant von SMU 5 am 25. April 1915 den französischen Panzerkreuzer Léon Gambetta versenkte. | 81          |
| 1998 |        | Sterneck                                       | Maximilian Daublebsky von Sterneck (1829–1897), Admiral und Kommandant der österreichisch-ungarischen Marine, kämpfte 1866 an der Seite Tegetthoffs in der Seeschlacht bei Lissa. | 72          |
| 1999 |        | Keine Ausmusterung                             | wegen Umstellung des Studienplanes auf den einer Fachhochschule. |             |
| 2000 |        | Monte Piano                                    | dem Monte Piano, Berg in den Dolomiten und Kriegsschauplatz 1915–1917. | 80          |
| 2001 |        | Liechtenstein                                  | Feldmarschall Johann I. Joseph, Fürst von Liechtenstein-Nikolsburg (1760–1836), Feldmarschall, kämpfte in mehreren Schlachten der Koalitionskriege gegen die Truppen Napoleons. | 82          |
| 2002 |        | Sachsen-Coburg                                 | Friedrich Josias von Sachsen-Coburg-Saalfeld (1737–1815), Generalfeldmarschall, kämpfte im Siebenjährigen Krieg sowie während der Türken- und Koalitionskriege. | 82          |
| 2003 |        | Reichsgraf Hadik                               | Andreas Hadik von Futak (1711–1790), Feldmarschall, kämpfte im Siebenjährigen Krieg und besetzte am 16. Oktober 1757 Berlin im so genannten Berliner Husarenstreich. | 82          |
| 2004 |        | Kaiserjäger                                    | den Kaiserjägern, vier Infanterieregimenter der Gemeinsamen Armee. | 82          |
| 2005 |        | O’Donell                                       | Karl O’Donnell (1715–1771), österreichischer General irischer Abstammung, kämpfte in mehreren Schlachten des Siebenjährigen Krieges. | 67          |
| 2006 |        | Graf Salm                                      | Niklas Graf Salm (1459–1530), dem Verteidiger Wiens bei der Ersten Türkenbelagerung 1529. | 85          |
| 2007 |        | Esterházy                                      | Nikolaus I. Joseph Esterházy de Galantha (1714–1790), Feldmarschall, kämpfte im Österreichischen Erbfolgekrieg und im Siebenjährigen Krieg. | 66          |
| 2008 |        | Colloredo-Mansfeld                             | Hieronymus von Colloredo-Mansfeld (1775–1822), Feldzeugmeister, kämpfte in den Koalitionskriegen mehrmals erfolgreich gegen französische Truppen. | 83          |
| 2009 |        | Erzherzog Albrecht                             | Albrecht von Österreich-Teschen (1817–1895), Feldmarschall und Generalinspektor der österreichisch-ungarischen Armee. | 69          |
| 2010 |        | Novak von Arienti                              | Guido Novak von Arienti (1859–1928), Feldmarschallleutnant, kämpfte erfolgreich an der Südfront im Ersten Weltkrieg. | 71          |
| 2011 |        | Ritter von Lehmann                             | Moritz Ritter von Lehmann (1836–1866), k.u.k. Rittmeister, der sein Leben bei mehreren Attacken gegen einen zahlenmäßig vielfach überlegenen Gegner im Deutschen Krieg von 1866 opferte. | 64          |
| 2011 |        | Freiherr von Lehar                             | Aufgrund der Umstellung des Studiensystems an der TherMilAk gab es 2011 zwei Ausmusterungsjahrgänge Anton Freiherr von Lehár (1876–1962), k.u.k. Oberst, Kriegsheld des Ersten Weltkrieges, der im Mai 1918 mit der Goldenen Tapferkeitsmedaille für Offiziere und im August 1918 mit dem Militär-Maria-Theresien-Orden ausgezeichnet wurde. | 59          |
| 2012 |        | Hauptmann Hermann Kirchner                     | Hermann Kirchner (1890–1953), k.u.k. Hauptmann, zeichnete sich im Ersten Weltkrieg bei der Südtiroloffensive im Mai 1916 mit der Eroberung der Zugna Torta aus und erhielt 1922 dafür den Militär-Maria-Theresien-Orden. | 56          |
| 2013 |        | Hackher zu Hart                                | Franz Xaver Hackher zu Hart (1764–1837), k.k. Genie-Oberst, zeichnete sich als Verteidiger des Grazer Schloßbergs während der französischen Belagerung von 1809 aus. | 62          |
| 2014 |        | Freiherr von Trauttenberg                      | Leopold Freiherr von Trauttenberg (1761–1814), Feldmarschall-Lieutenant, zeichnete sich 1797 während des Ersten Koalitionskriegs während der Rückzugsgefechte der Österreicher über den Tagliamento bei Codroipo gegenüber den Truppen Napoleons aus, als er Erzherzog Carl durch den selbstständigen Einsatz seiner Truppen vor der Gefangennahme rettete und einen geordneten Rückzug ermöglichte. | 49          |
| 2015 |        | Freiherr von Waldstätten                       | Egon von Waldstätten (1875–1951), Oberst, zeichnete sich 1915 an der Ostfront des Ersten Weltkriegs aus. | 32          |
| 2016 |        | Weissenwolff                                   | Nikolaus Ungnad von Weissenwolff (1763–1825), Feldmarschallleutnant, zeichnete sich durch besondere Leistungen in der Völkerschlacht bei Leipzig aus. | 21          |
| 2017 |        | Fürst zu Löwenstein                            | Christian Philipp Johann Alexander Löwenstein-Wertheim (1719–1781), General der Cavallerie, zeichnete sich durch besondere Leistungen im Siebenjährigen Krieg aus. | 21          |
| 2018 |        | Reichsgraf von Abensperg und Traun             | Otto Ferdinand Reichsgraf von Abensperg und Traun wurde am 27. August 1677 in Ödenburg geboren und diente unter Leopold I., Karl VI. sowie Maria Theresia im kaiserlichen Heer. Er stieg dabei bis in den Rang eines Feldmarschalls auf. Er verstarb am 18. Februar 1748 in Hermannstadt. | 22          |
| 2019 |        | Freiherr von Reischach                         | Sigmund Freiherr von Reischach wurde am 10. Februar 1809 in Wien geboren. Nach einer militärisch geprägten Erziehung trat er im August 1828 in das 4. Jägerbataillon ein. Noch keine 32 Jahre alt, war Reischach bereits Major. Im September 1846 wurde er zum Oberst befördert und Kommandant eines Infanterieregimentes. Seinen ersten Kampfeinsatz erlebte er im Zuge des Ausbruches der Revolution im März 1848 in Mailand, wo er sich mit seinem Regiment im Straßenkampf als tapferer und unerschrockener Soldat bewährte. | 30          |
| 2020 |        | Hauptmann Neusser                              | Karl Neusser wurde am 11. Juni 1874 in der Nähe von Brünn in der heutigen Tschechischen Republik geboren. Den Ausbruch des 1. Weltkrieges erlebte er als Kompaniekommandant an der russischen Front. Im Juli 1915 zeichnete er sich durch die Sicherung des Bug-Überganges bei Cielaz in Ostgalizien besonders aus. Mit seiner Kompanie vom Rest des Regimentes abgeschnitten, ergriff er aus Eigenantrieb die Initiative und führte einen Gegenstoß gegen die angreifenden russischen Truppen. Er erreichte so eine Wiederherstellung des Frontabschnittes und verhinderte die Einschließung von tausenden Soldaten. Für diese Waffentat wurde ihm in der 189. Ordenspromotion am 27. 6. 1922 das Ritterkreuz des Militär-Maria Theresien-Ordens zuerkannt. | 52          |
| 2021 |        | Dragonerregiment „Herzog von Lothringen“ Nr. 7 | 1663 als Kürassierregiment aufgestellt, focht das Regiment in den Türkenkriegen 1663–64 und 1683–1699. Es war 1683 am Entsatz von Wien und bei der Schlacht von Zenta 1697 eingesetzt. Im Österreichischen Erbfolgekrieg 1741–45 kämpfte das Regiment treu für die Gründerin der Militärakademie, Erzherzogin Maria Theresia. Auch in den folgenden Waffengängen, wie der Schlacht von Belgrad oder der Völkerschlacht bei Leipzig 1813, war das Regiment im Einsatz. Als Wien 1848 von der Revolution heimgesucht wurde ritten die weißen Dragoner an Jelacic Seite dem Kaiser zur Hilfe. | 64          |
| 2022 |        | Freiherr Lenk von Wolfsberg                    | Freiherr Lenk von Wolfsberg war ein österreichischer Offizier in den Napoleonischen Kriegen und Ritter des Militär-Maria-Theresia-Ordens. Seine wohl größte militärische Waffentat gelang dem jungen Lenk von Wolfsberg am 21. April 1809 in der Schlacht bei Landshut. Die Franzosen versuchten der Brigade Hohenfeld den Rückzug zu verhindern. Daraufhin postierte Lenk seine Geschütze so perfekt, dass er mit seinem Feuer den Gegner nicht nur an dessen Absicht hinderte, sondern ihn sogar in die Flucht schlug. Für diese Tat wurde er mit dem Ritterkreuz des Militär-Maria-Theresia-Ordens dekoriert. | 75          |
| 2023 |        | General Körner                                 | Theodor Körner, von 1900 bis 1919 Edler von Siegringen, wurde am 24. April 1873 in Újszőny bei Komorn geboren. Er war Offizier in der k.u.k. Armee sowie im Bundesheer der 1. Republik und schlug danach eine Karriere als Politiker ein, die ihn bis an die Spitze des Staates, in die Funktion des Bundespräsidenten, führte. | 80          |
| 2024 |        | Generalmajor Sommer                            | Das Gefecht von Kirchschlag ist das bislang einzige Ereignis in der Geschichte der Republik Österreich, bei dem das Bundesheer zu dem Zweck eingesetzt wurde, zu dem es bestimmt ist: Schutz der Landesgrenze mit Waffengewalt. Oberst Emil Sommer war damit der einzige Bataillonskommandant, der im Zuge der Landnahme des Burgenlandes zur Verteidigung der Staatsgrenze der Republik Österreich einen Verband im Gefecht führte. | 77          |
| 2025 |        | Generaloberst Josef Roth                       | Die Schlacht bei Limanowa–Lapanow war eine von 1. bis 14. Dezember 1914 dauernde, erfolgreich durchgeführte Operation des k.u.k. Heeres in Westgalizien. Dadurch konnte nachhaltig die Bedrohung Böhmens und Ungarns durch das russische Heer beendet werden. Josef Freiherr Roth von Limanowa-Łapanów, der außerdem Kommandant der Theresianischen Militärakademie gewesen war, zeichnete sich im Ersten Weltkrieg mehrfach aus und wurde mit dem Ritterkreuz des Militär-Maria-Theresia-Ordens dekoriert. | offen       |
| 2026 |        | Major von Grabensprung                         | Bei Šašinci gelang der k.u.k. 29. Infanterietruppendivision am 6. September 1914 die Abwehr der nach einem Übergang über die Save angreifenden serbischen Timok-Division I. Die zur Inbesitznahme von Syrmien gedachte serbische Offensive konnte dadurch vereitelt werden. Major Wilhelm Cavallar von Grabensprung wurde demzufolge am 17. August 1918 in der Villa Wartholz durch Kaiser Karl I. im Zuge der 184. Promotion mit dem Ritterkreuz des Militär-Maria-Theresien-Ordens ausgezeichnet. | offen       |
| 2027 |        | Nordmann                                       | Joseph Armand von Nordmann zeichnete sich u. a. 1809 bei der Schlacht bei Aspern aus. | offen       |